# Dimitar-Psalter

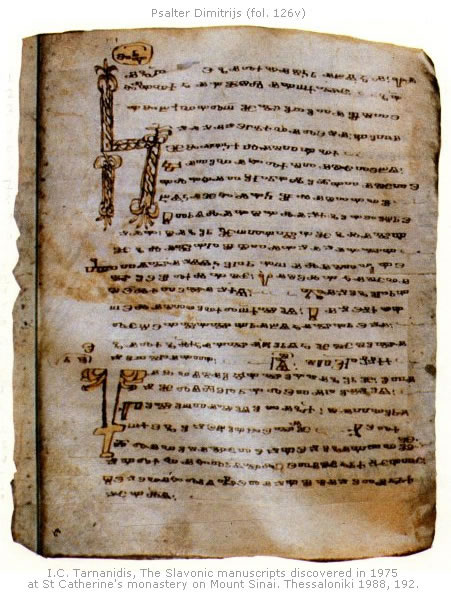
Dimitar-Psalter, fol. 126v

Der Dimitar-Psalter ist eine illuminierte Handschrift in altkirchenslawischer Sprache in glagolitischer Schrift. Sie entstand im 11. oder 12. Jahrhundert wahrscheinlich im nordöstlichen Bulgarischen Reich.
Sie enthält den vollständigen Text der Psalmen, außerdem Gebete (Bußgebete), Rezepte gegen verschiedene Krankheiten und Anmerkungen. Die Handschrift besteht aus 145 Pergamentblättern im Format 13,5 × 11 cm mit einigen verzierten Initialen. Der Text hat Ähnlichkeit zum Psalterium Sinaiticum. Die Sprache ist ein Übergang vom Altbulgarischen zum Mittelbulgarischen. Die Schrift zeigt serbische oder kroatische Einflüsse. Auf Blatt 141 б wird als Schreiber ein Dmtr'i (Ich, Dmtr'i, schrieb dies), auf Blatt 1б D'mtr (Ich, der Sünder D'mtr) erwähnt. Insgesamt wurde die Handschrift von zwei Schreibern geschrieben.
1975 wurde die Handschrift im Katharinenkloster auf der Sinai-Halbinsel bei Renovierungsarbeiten gefunden. Sie befindet sich heute dort unter der Signatur 3/N.
Es liegen ein Faksimile und eine kritische Ausgabe vor.